# الحارث بن قيس بن خلدة
الحارث بن قيس بن خلدة صحابي من الأنصار من بني زريق من الخزرج، أسلم وحضر بيعة العقبة الثانية، ثم شهد غزوة بدر وغزوة أحد وسائر المشاهد والغزوات مع النبي، فهو عقبي بدري، ثم إِن أَبا خالد شهد معركة اليمامة مع خالد بن الوليد، فأَصابه يومئذ جرح فاندمل، ثم انتقض في خلافة عمر بن الخطاب فمات، فهو يعدّ من شهداءِ اليمامة.